# Østhorn Station
Østhorn Station (Østhorn stasjon) er en metrostation på Sognsvannsbanen på T-banen i Oslo. Indtil 1939 hed den Korsvoll Station (Korsvoll stasjon), men den ligger egentlig i den østlige del af villakvarteret Nordberg.